# Kék metróvonal (Stockholm)

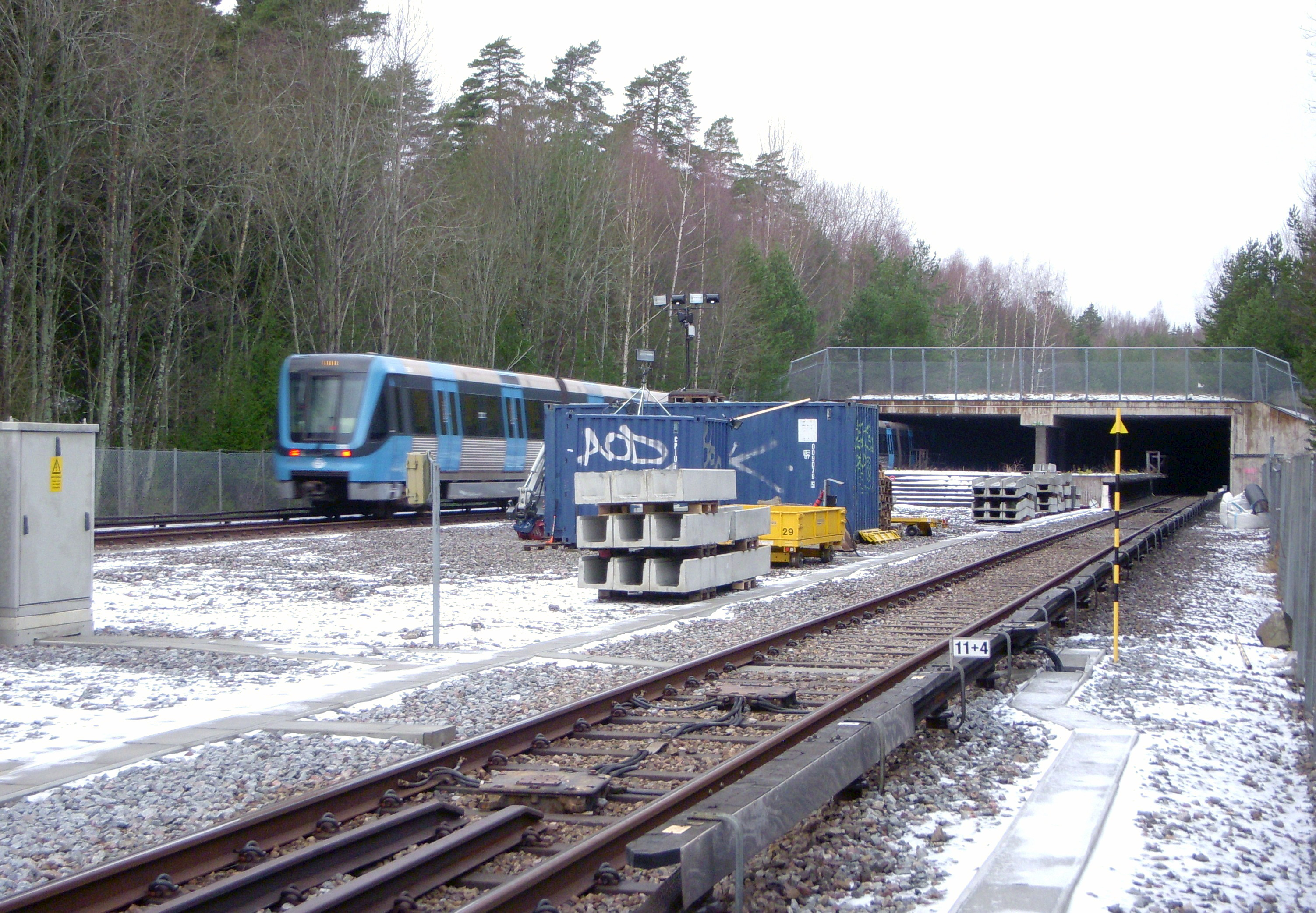
Kymlinge befejezetlen állomás, ahol a vonatok nem állnak meg

A kék vonal (Blå linjen) vagy Tub 3, ahogy az SL-en (Storstockholms Lokaltrafik) belül nevezik (valamikor Järvabanan), egyike a három metróvonalnak Stockholmban. A kék vonal a Kungsträdgården állomástól, a T-Centralen állomáson keresztül, megy a Västra skogen állomásig, ahol elágazik Akalla (T11) illetve Hjulsta (T10) felé. Összesen 20 állomása van amelyből 19 sziklába vájt és 1 felszíni állomás. A pálya teljes hossza 25 516 méter. A vonalnak két ága van, Hjulsta illetve Akalla végállomásokkal.

## Háttér
A kék vonal Stockholm legrövidebb metróvonala és teljességében az úgynevezett Mälare-vonaltól északra épült. A T10-es járat a Kungsträdgården és Hjulsta között közlekedik és 14 állomása van, míg a T11-es Kungsträdgården és Akalla között jár és összesen 12 állomása van, leszámítva a Kymlinge állomást amelyik nincs befejezve és átadva a forgalomnak. Hat állomáson, Kungsträdgården–Västra skogen szakaszon, mindkét járat keresztül halad. A kék metróvonal 151 000 utast szállít naponta és kb. 55 milliót évente.
Az alagút amely 25 516 méter hosszú, a Hjulsta és Kungsträdgården között halad, és a leghosszabb az egész földalatti hálózatban. Annak ellenére hogy a vonal majdnem teljes hosszában alagútban halad, ezen van a metró leghosszabb (1200 méter) hídja is Kista-nál.
A 10 legnagyobb állomás (felszálló utasok száma egy téli hétköznapon) a következő: 
| Nr | Állomás                   | Felszállók száma |
| -- | ------------------------- | ---------------- |
| 1  | T-Centralen (blå linjen)  | 46 900           |
| 2  | Fridhemsplan (blå linjen) | 27 200           |
| 3  | Kista                     | 19 000           |
| 4  | Sundbybergs centrum       | 11 500           |
| 5  | Stadshagen                | 10 900           |
| 6  | Solna centrum             | 9 500            |
| 7  | Västra skogen             | 8 400            |
| 8  | Rådhuset                  | 7 800            |
| 9  | Tensta                    | 7 000            |
| 10 | Rinkeby                   | 6 800            |

## Története
Az első kapavágás 1966. szeptember 2-án történt és a pályát kilenc évvel később, 1975. augusztus 31-én avatták fel, de csak a Hjulsta és a T-Centralen közötti szakaszát. Akkor még a vonatok Hjulsta felé a Hallonbergen állomáson keresztül közlekedtek. Két évre rá, 1977. június 5-én átadták a forgalomnak a Hallonbergen és Akalla közötti szakaszt, majd ugyanabban az évben október 30-án a T-Centralen és Kungsträdgården közötti szakaszt.
A Västra skogen–Centrala Sundbyberg–Rissne-szakasz 1985. augusztus 19-re lett kész, s azóta a T10-es vonal ezen a pályán jár. A Hallonbergen–Rissne szakaszon nem közlekedik metró, s szakaszt csak a Rissne-depóba térő szerelvények használják.
A kék metróvonal megépítésének fő oka az volt, hogy a város északnyugati részén 1965–1975 között épült nagy lakótelepek tömegszállítását megoldják. A vonal sokkal költségesebb volt, mint a másik két vonal, mivel idővel a kivitelezési követelmények is növekedtek. A kék vonal teljes építési költsége mintegy 1,4 milliárd svéd korona volt, 1975-ös pénzértékben számítva.
A különböző szakaszait az alábbi sorrendben adták át a forgalomnak: 
- 1975: T-Centralen – Hjulsta (Hallonbergen – Rinkeby összekötő szakasszal)
- 1977: Hallonbergen – Akalla
- 1977: T-Centralen – Kungsträdgården
- 1985: Västra Skogen – Rinkeby (Sundbybergs Centrum állomáson keresztül)

## Állomások

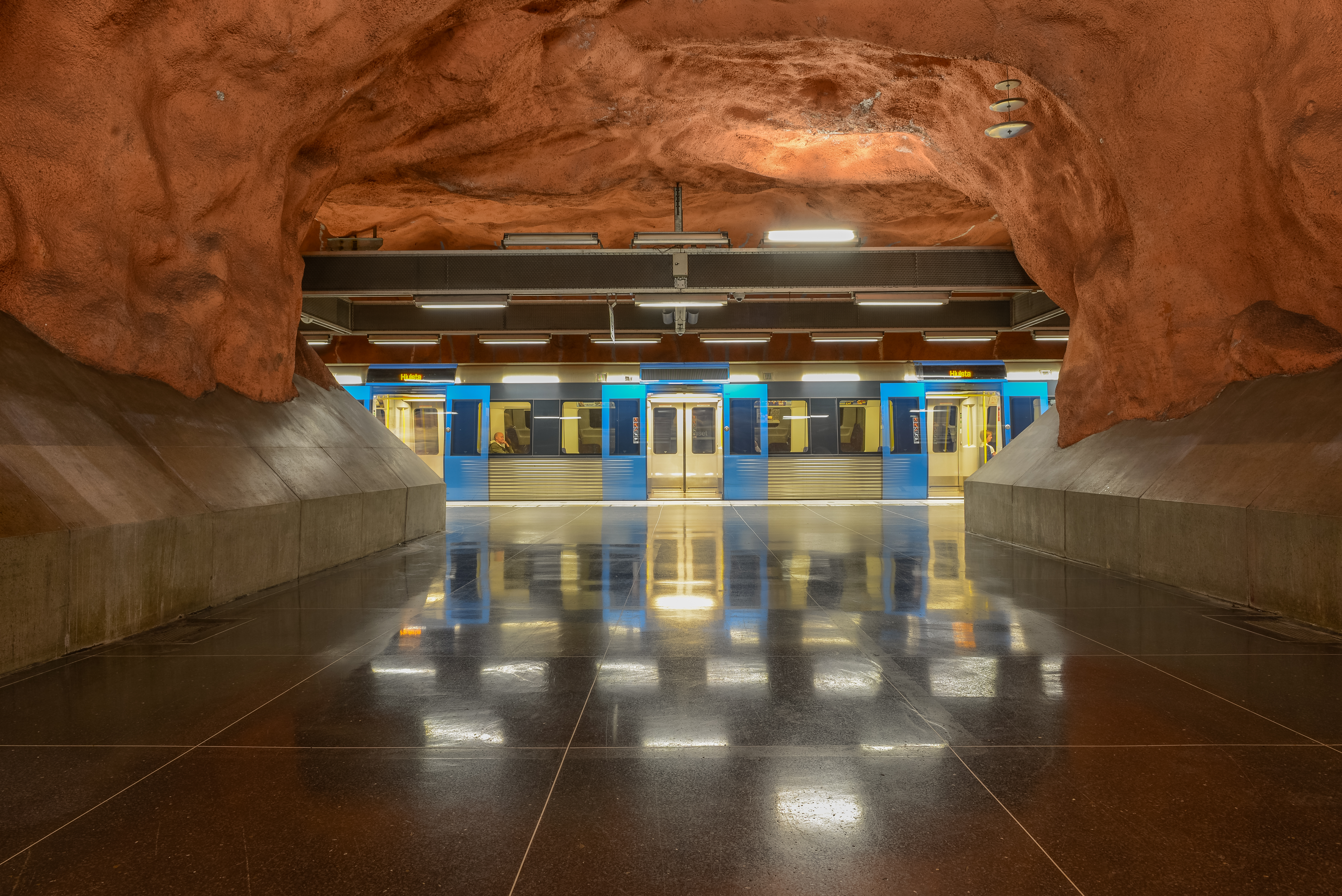
Rådhuset
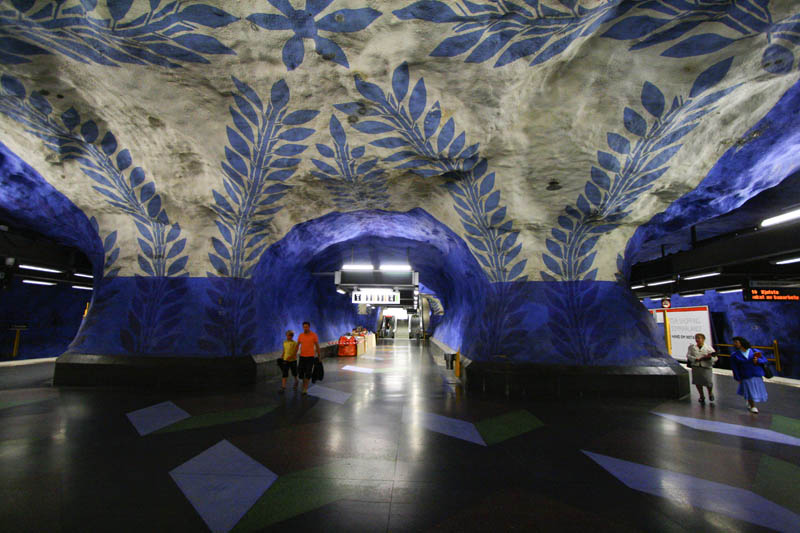
T-Centralen
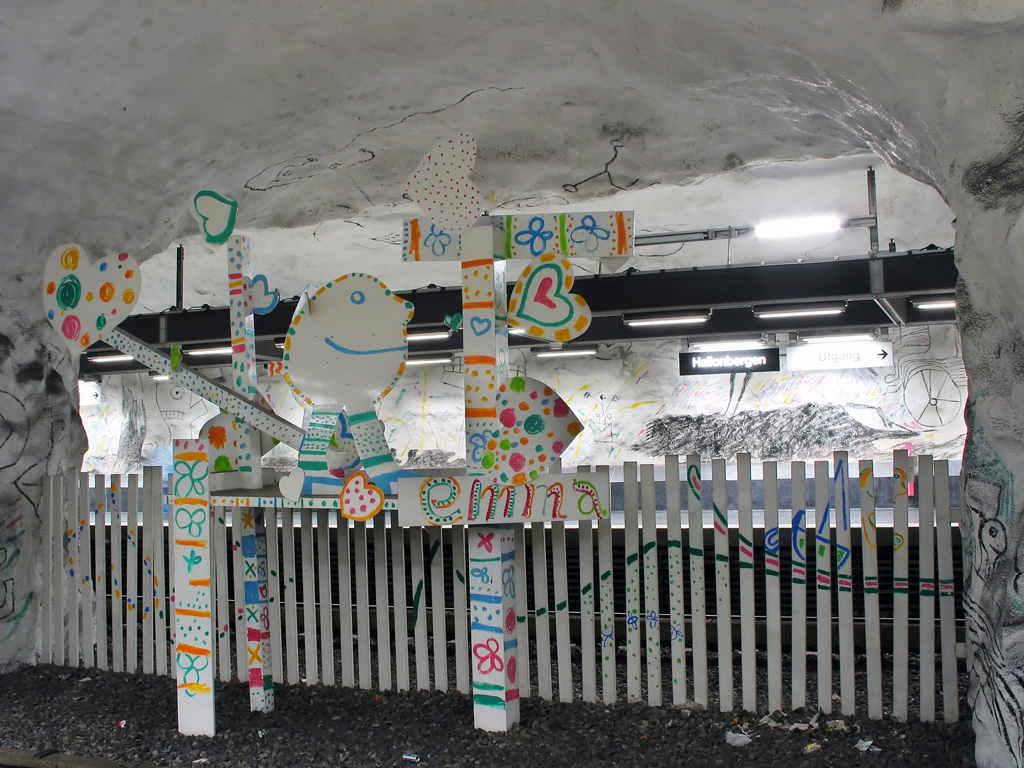
Hallonbergen
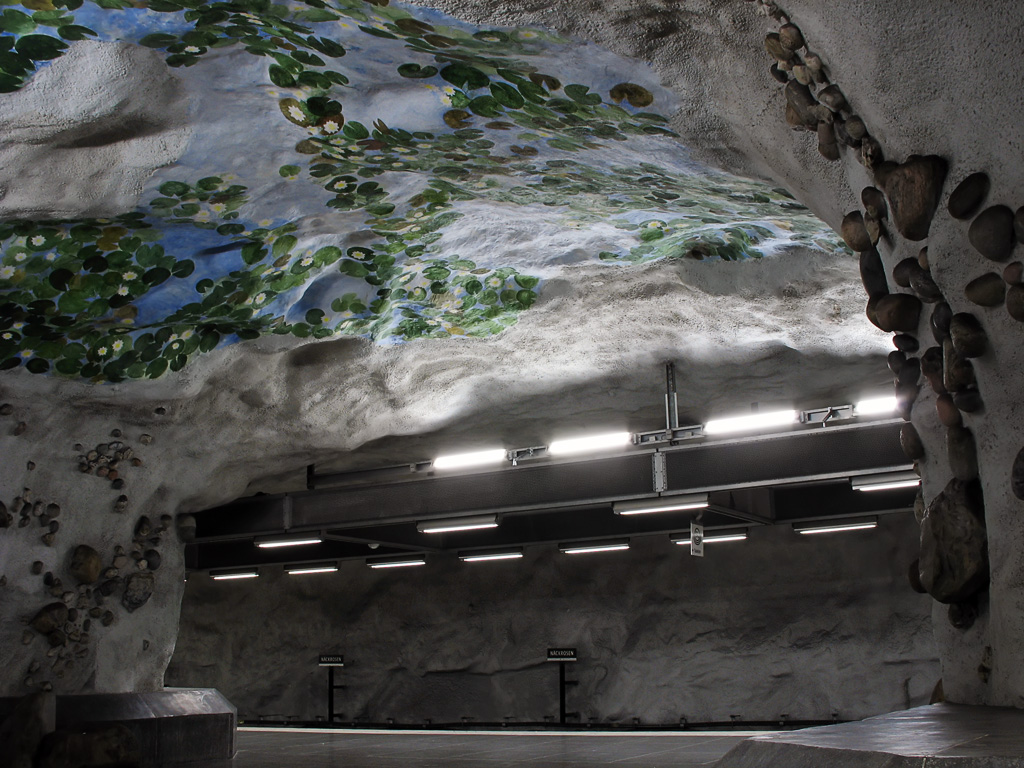
Näckrosen
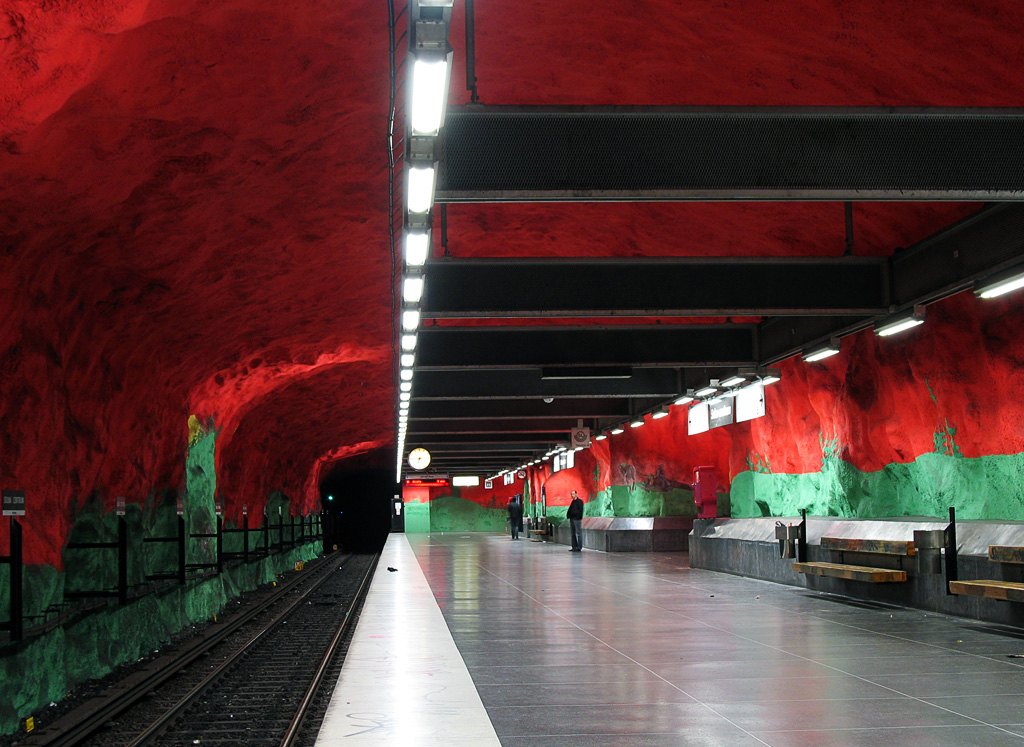
Solna centrum
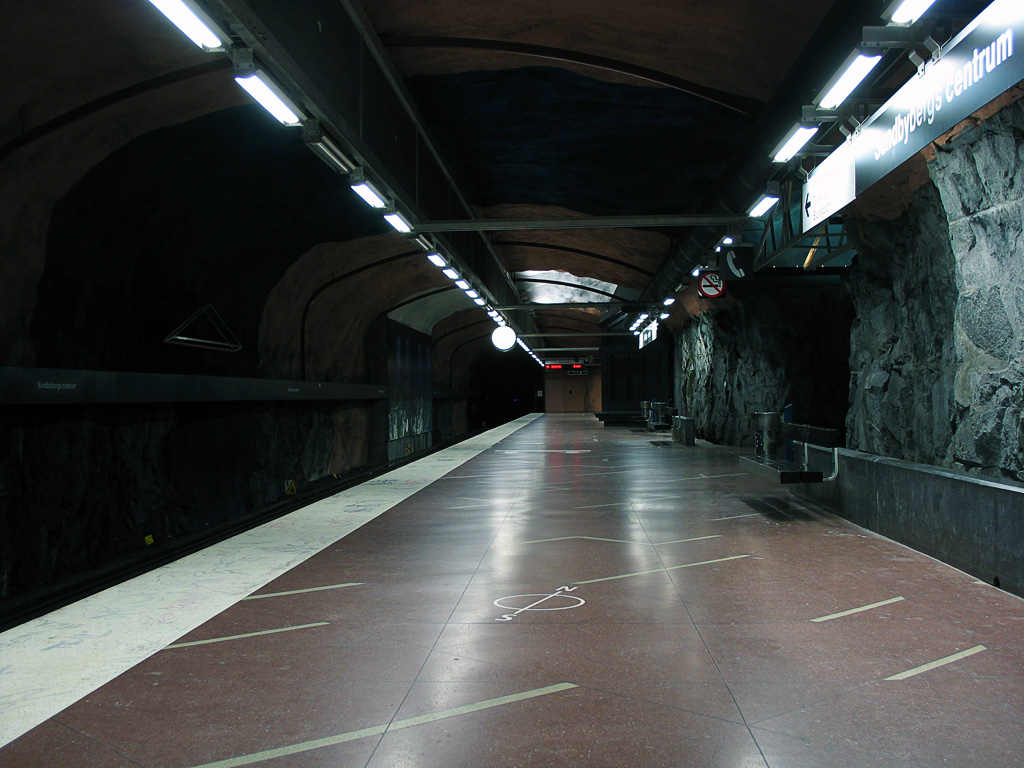
Sundbybergs centrum
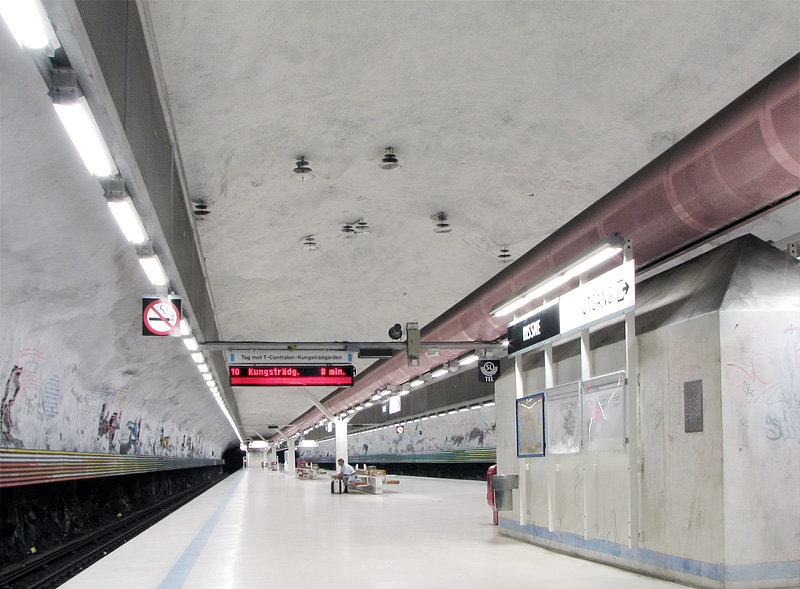
Rissne
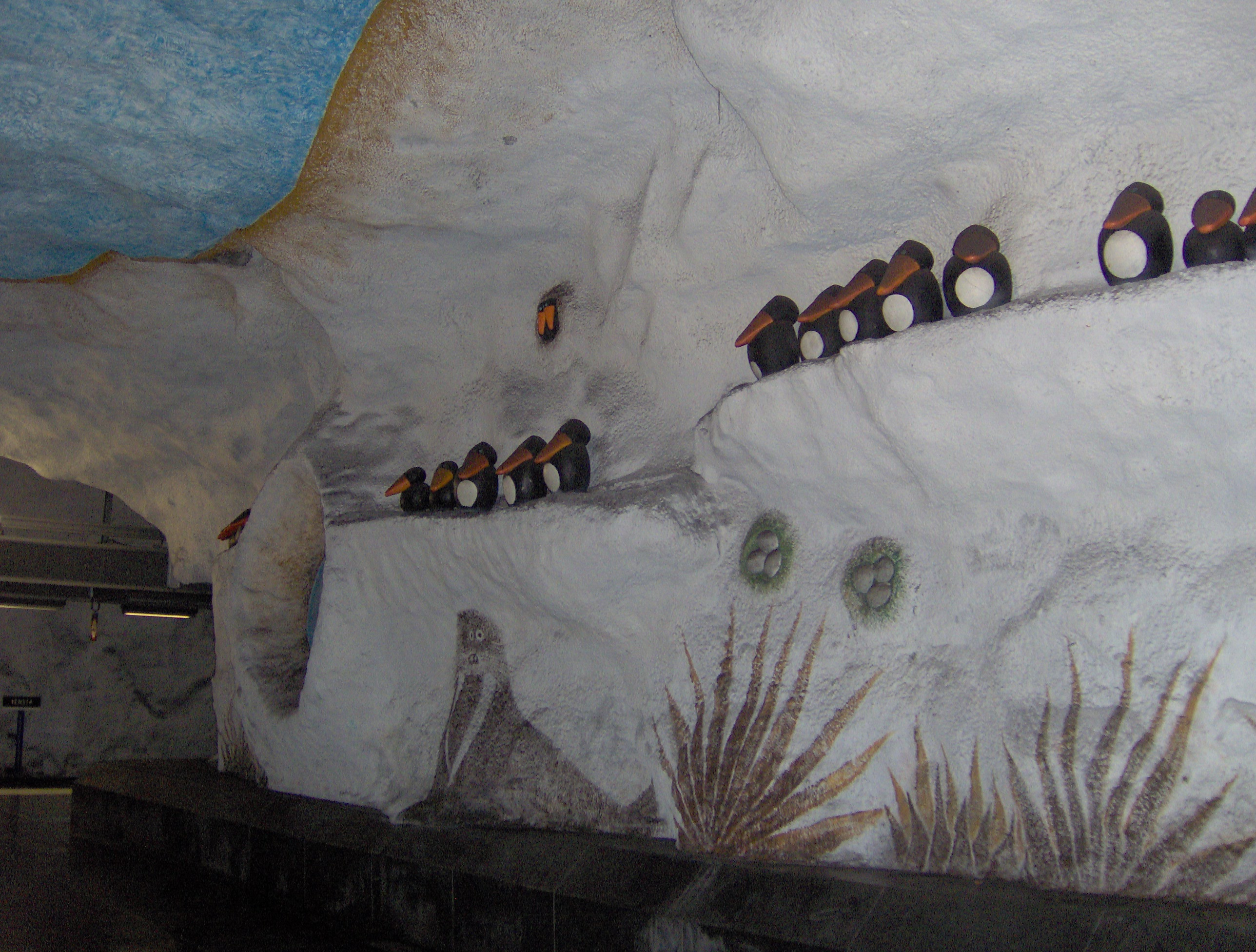
Tensta

## Tervezett hosszabbítások

### Nacka/Gullmarsplan
Egészen az 1960-as évektől tervezték a kék vonal meghosszabbítását Nacka felé és az utóbbi időben egészen Nacka Forum-ig. Ott egy új buszterminál épülne, járatokkal Nacka és Värmdö községek különböző részeibe. Ez enyhítené a forgalmat a Slussen (zsilip) állomás környékén ahol jelenleg a legtöbb járatnak a végállomása van.
2012 márciusában elhatározták, hogy egy előtanulmányt végeznek a metróvonal meghosszabbításáról Nacka Forum vásárlóközpontig. A vizsgálat a Kungsträdgården–Nacka vonalon négy közbeeső állomást javasol, Sofia, Hammarby sjöstad, Sickla och Järla. Ebben az esetben átszállási lehetőséget biztosítanak a Saltsjöbanan vasútra Sickla-ban és Järla-ban, valamint a Tvärbanan vasútra Hammarby sjöstad-ban és Sickla-ban.
Ezen kívül egy elágazás vezetne Sofia állomástól a Gullmarsplan állomásig, közbeeső megállók nélkül és a vonatok folytatnák az utat Hagsätra felé a Zöld metróvonal (T19) pályáján. Ennek az előnye a zöld metróvonal tehermentesítése volna, amelyik Stockholm központjában túlterhelt. Szintén az előnyök közzé számítana, hogy két végállomás lenne délen a kék vonalon, a jelenlegi egy helyett amelyik egy szűkület képez amikor váltani kell a keleti sínekről a nyugatira.

### Barkarby/Hjulsta
2013-ban messzemenő tervek voltak a kék vonal meghosszabbítására Akalla-tól a Barkarby helyiérdekű vasútállomásig, ami lehetővé tette volna az átszállást a vonatokra amelyek kiszolgálnák a új lakónegyedet Barkarby és Akalla között. A Hjulsta ágnak (T10) összeköttetése van Sundbybergben úgy a helyiérdekű, mint a távolsági vasúttal, míg Akalla-nak és Kista-nak nincs. Ezért esett a választás Akalla-ra, annak ellenére, hogy Hjulsta közelebb van a Barkarby állomáshoz.
Az ún. Dennis-csomagban) amit 1992-ben fogadtak el, szerepelt a kék metróvonal meghosszabbítása Hjulsta állomástól.
A munkálatokat hivatalosan 2018 szeptemberében kezdték el és a tervek szerint a kiépítés 2026-ra készül el.

## Fordítás
- Ez a szócikk részben vagy egészben  a   Blå linjen (Stockholms tunnelbana) című svéd Wikipédia-szócikk fordításán alapul.  Az eredeti cikk szerkesztőit annak laptörténete sorolja fel. Ez a jelzés csupán a megfogalmazás eredetét és a szerzői jogokat jelzi, nem szolgál a cikkben szereplő információk forrásmegjelöléseként.
- Ez a szócikk részben vagy egészben  a   Blå linjen (Stockholm) című német Wikipédia-szócikk fordításán alapul.  Az eredeti cikk szerkesztőit annak laptörténete sorolja fel. Ez a jelzés csupán a megfogalmazás eredetét és a szerzői jogokat jelzi, nem szolgál a cikkben szereplő információk forrásmegjelöléseként.

## További információ
Menetrend (svédül)